# 71-801
71-801は、ロシア連邦のジョイントベンチャーであるトラムルス（ロシア語: ТрамРус、英語: TramRus）が展開する路面電車車両。バリアフリーに適した超低床電車で、シタディス301 CIS（Citadis 301 CIS）とも呼ばれる。

## 概要
フランスに本社を置く重電メーカーであるアルストムは、2000年代以降ロシア連邦を始めとした独立国家共同体に本社を置く鉄道関連企業との間に多数のジョイントベンチャー（合弁企業）を立ち上げ、鉄道インフラの重要性が増す各国への投資を拡大している。その1つが、2012年にロシア連邦の鉄道車両メーカーのトランスマッシュホールディングと共に路面電車路線向けの超低床電車の開発・製造を目的としたが設立されたトラムルス（ТрамРус）で、同事業者によって展開されている電車が71-801（シタディス301 CIS）である。開発においてはアルストムが展開する路面電車ブランドのシタディスを基に、独立国家共同体で使われるGOST規格に準拠する形での設計が実施されている。
片側にのみ運転台を有する3車体連接車で、動力台車を有する前方車体（CE1）と後方車体（CE2）および全長が短い中間車体（NP）で構成されており、台車はコイルばねを用いた枕ばね・軸ばねの2段サスペンション構造を用いる事で騒音や振動が抑えられている。設計最高速度は75 km/hで、路面電車路線に加えて高速運転を実施するライトレールにも対応する。乗降扉（プラグドア）は前後車体の右側面に2箇所づつ設置されており、うち中間車体寄りの扉は両開きである。
車内は段差が存在しない100 %低床構造となっており、通路も車椅子やベビーカーの移動が容易となるよう広く取られている他、LEDを用いた車内案内表示装置や監視カメラも設置されている。制御装置や補助電源装置など電気機器の多くは屋根上に設置され、雨や雪から防御するための保護カバーに覆われる。集電装置はシングルアーム式パンタグラフが用いられ、前方車体（CE1）に1基存在する。制動装置には電力の回収が可能な回生ブレーキや油圧式ディスクブレーキが用いられる。
また、71-801は-40 ℃から40 ℃まで多様な環境で走行可能な設計となっており、耐用年数は30年を想定している。

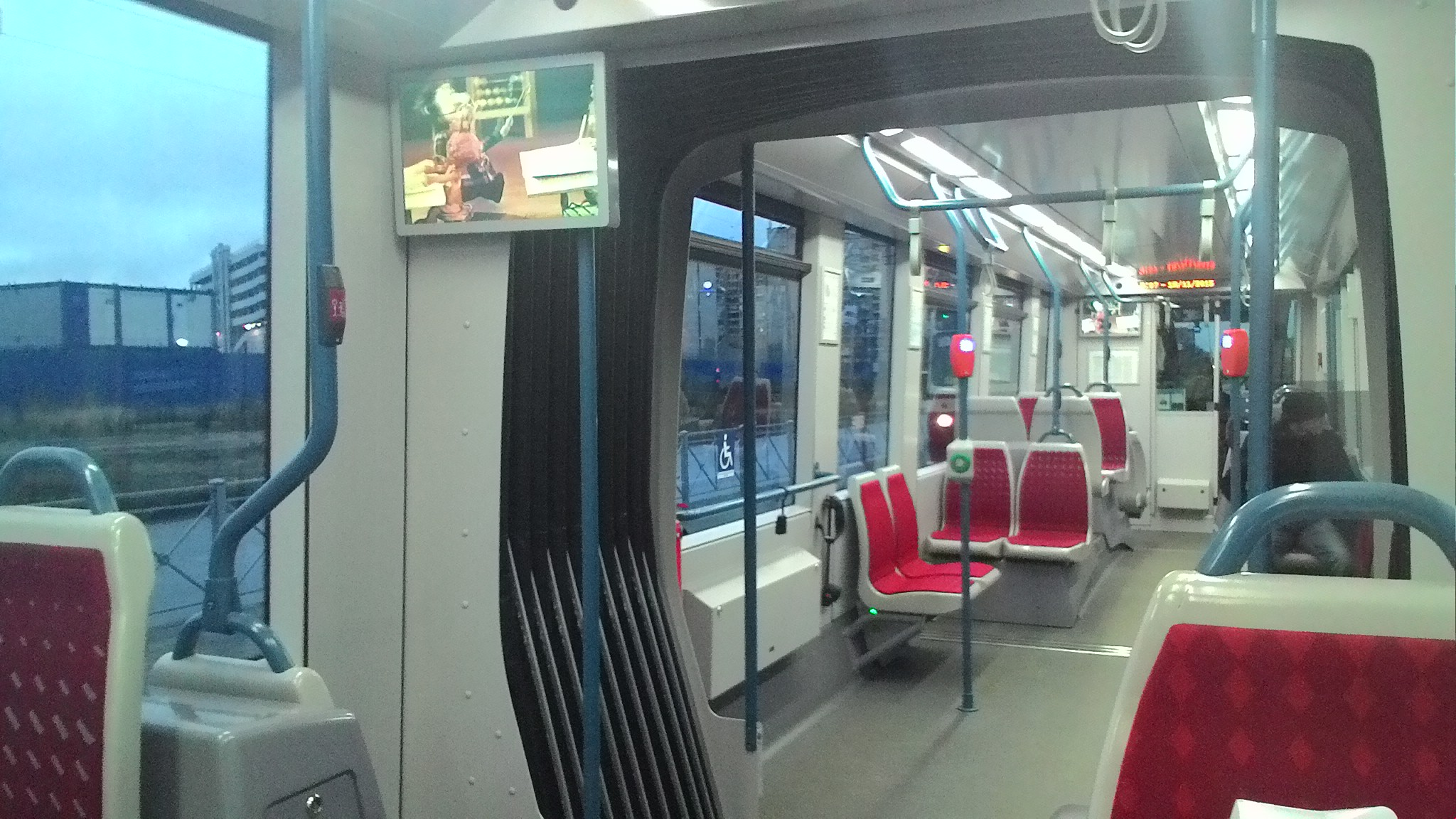
車内（サンクトペテルブルク）
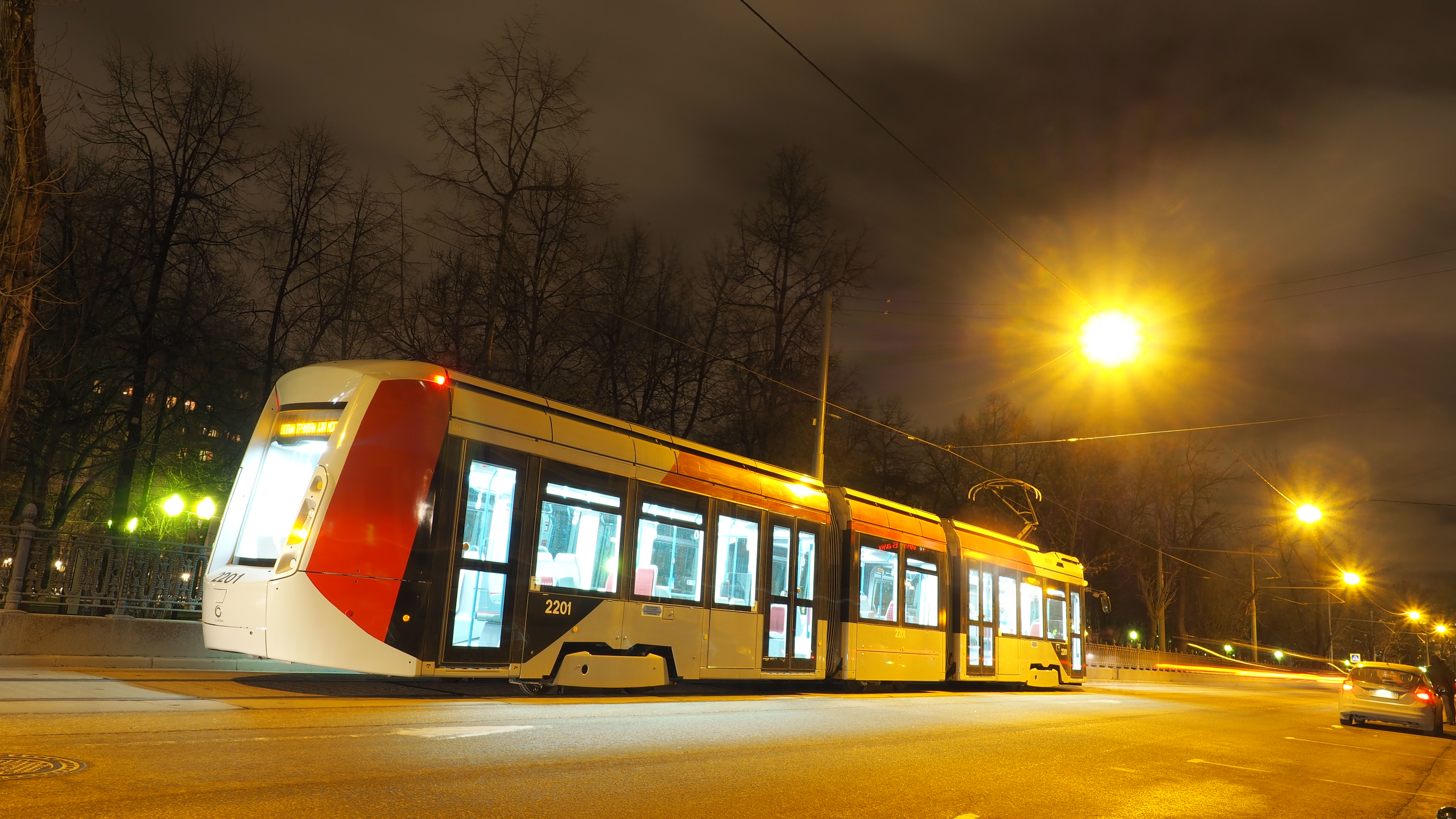
後方には運転台が存在しない（モスクワ）

## 運用
2019年の時点で、71-801が最も多く導入されているのはサンクトペテルブルク市内を走るサンクトペテルブルク市電であり、2014年12月に4両が導入され翌2015年1月から営業運転を開始している。全車とも製造はサンクトペテルブルクにあるトランスマッシュホールディングの子会社である十月電気車両修理工場（ОЭВРЗ、Октябрьского электровагоноремонтного завода）で行われ、他の超低床電車と共に線路や施設が改良され速度向上や列車本数増加が可能となった路線を始め市電の各系統で使用されている。
また、それに先立ち製造された試作車1両は2013年11月にモスクワ市電（モスクワ）へ導入されており、試運転を経て2014年8月から17号線で営業運転に使用されている。

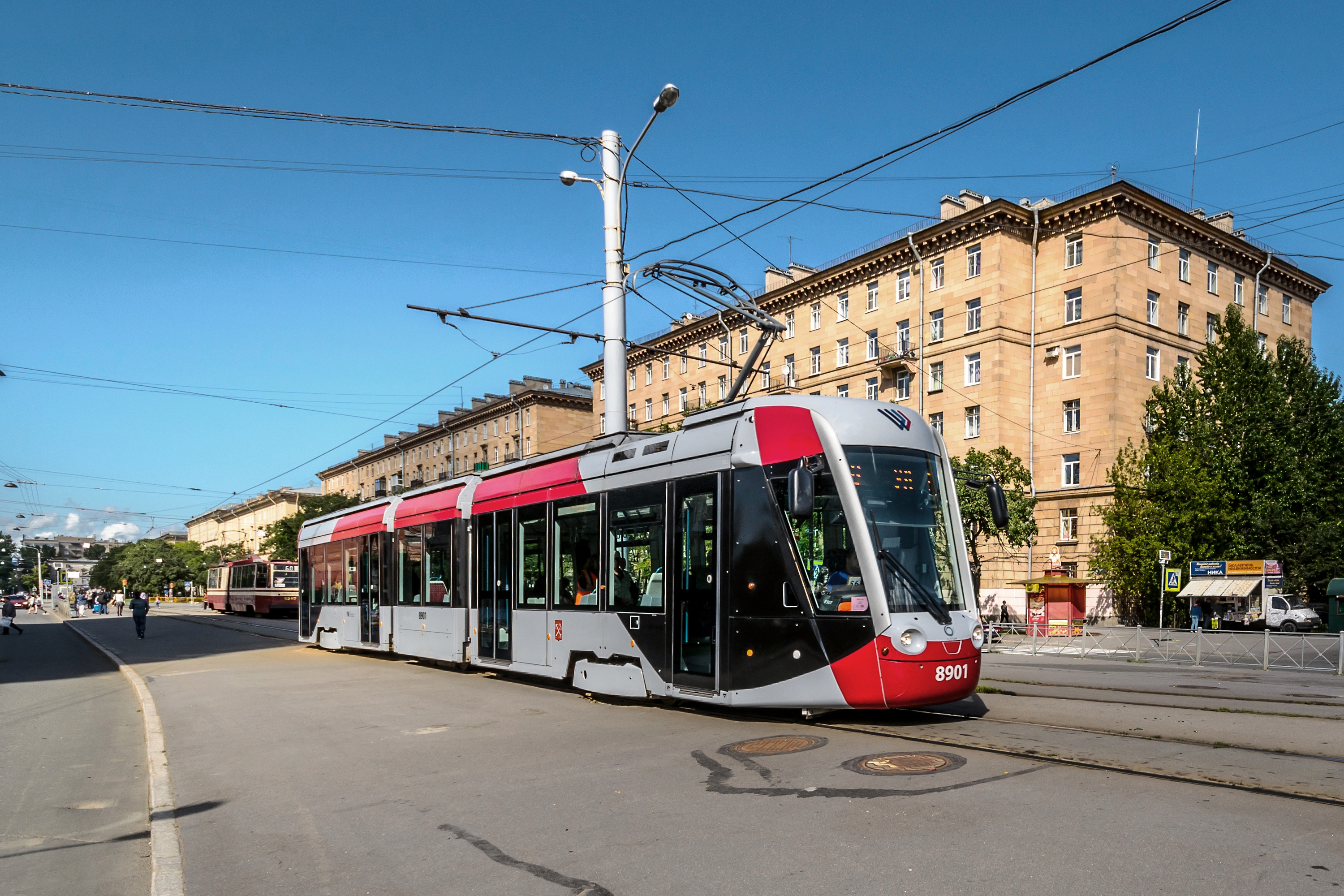
ロシア連邦：サンクトペテルブルク（2015年撮影）
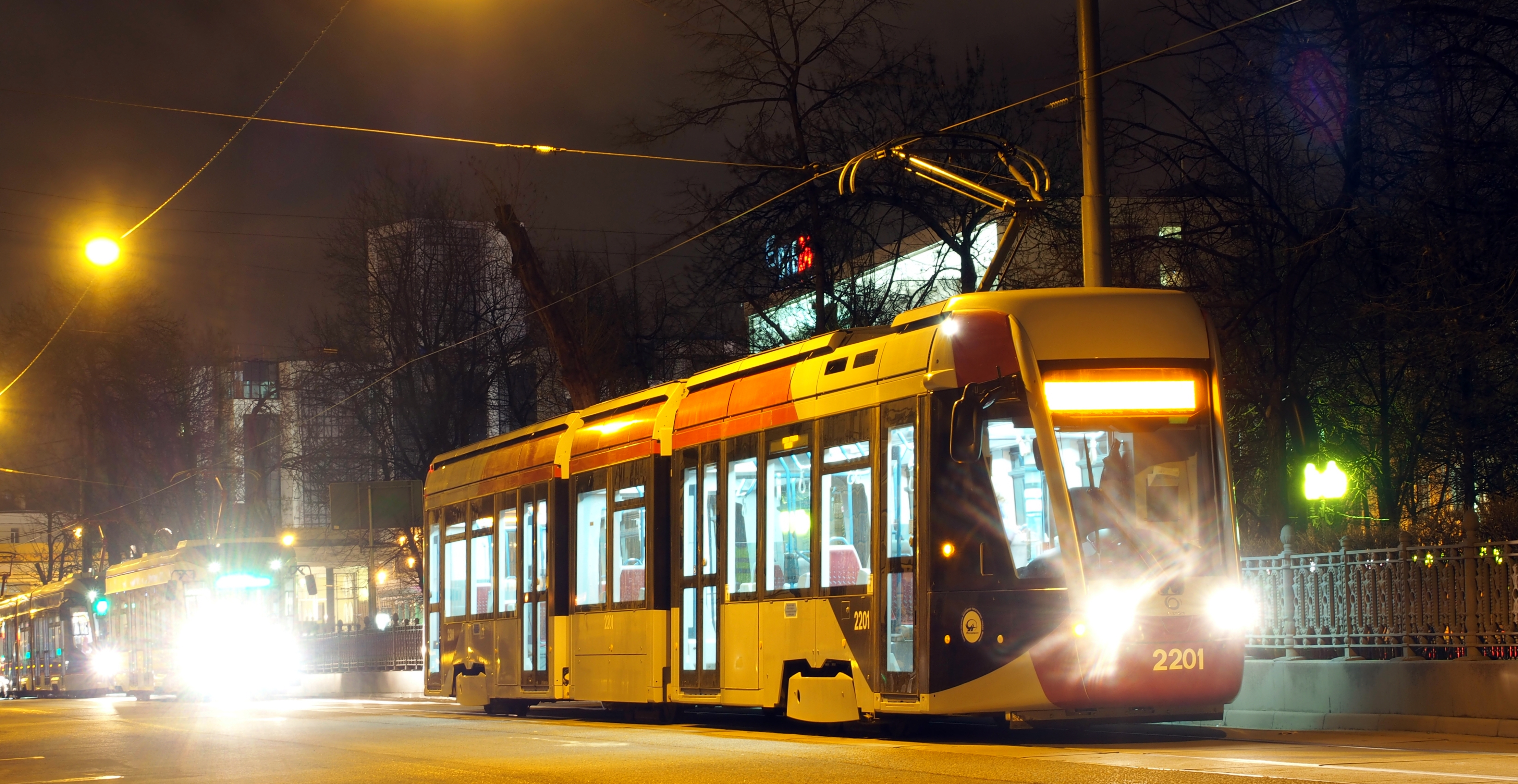
ロシア連邦：モスクワ（2015年撮影）

## 関連項目

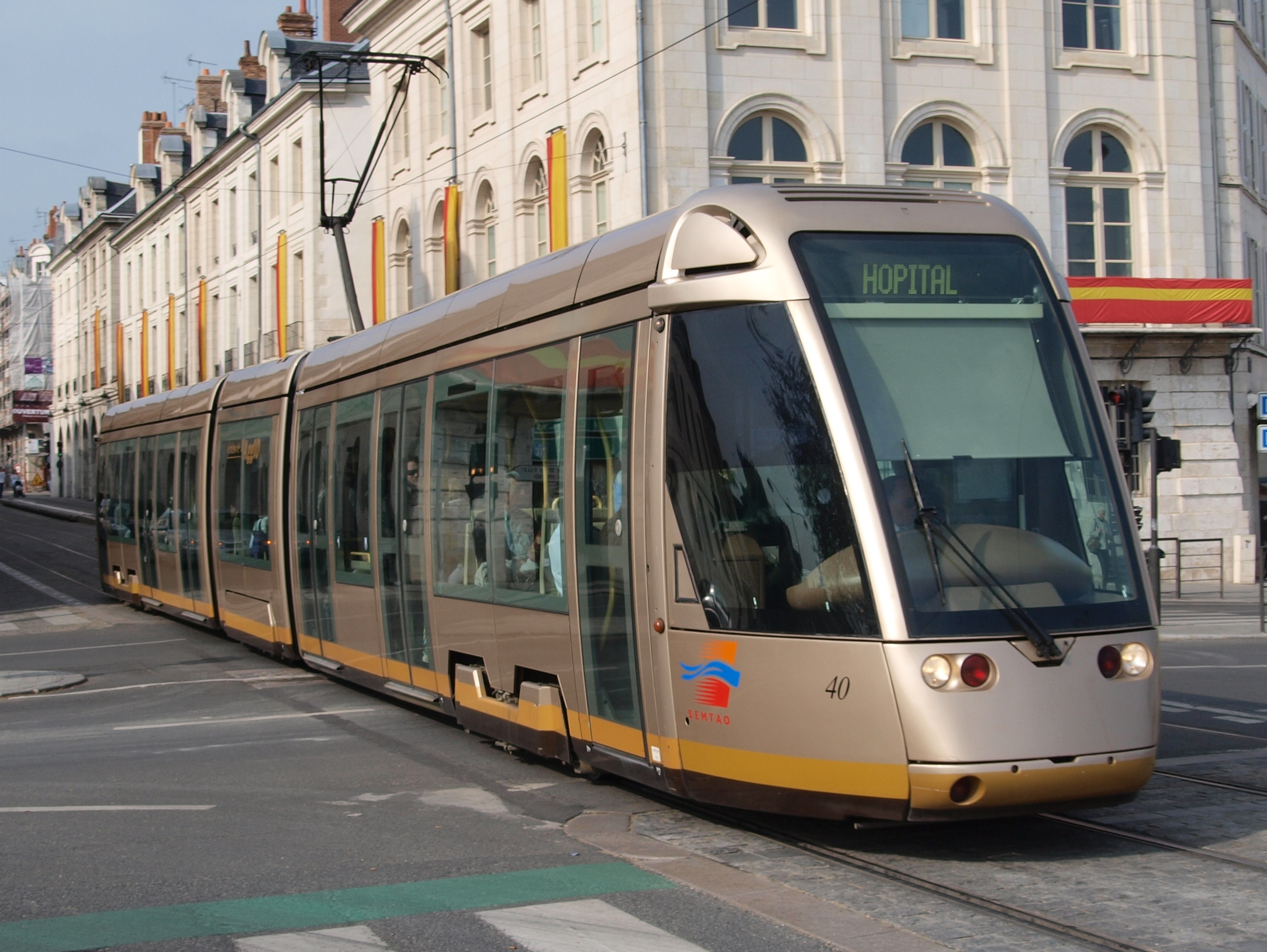
フランス・オルレアン
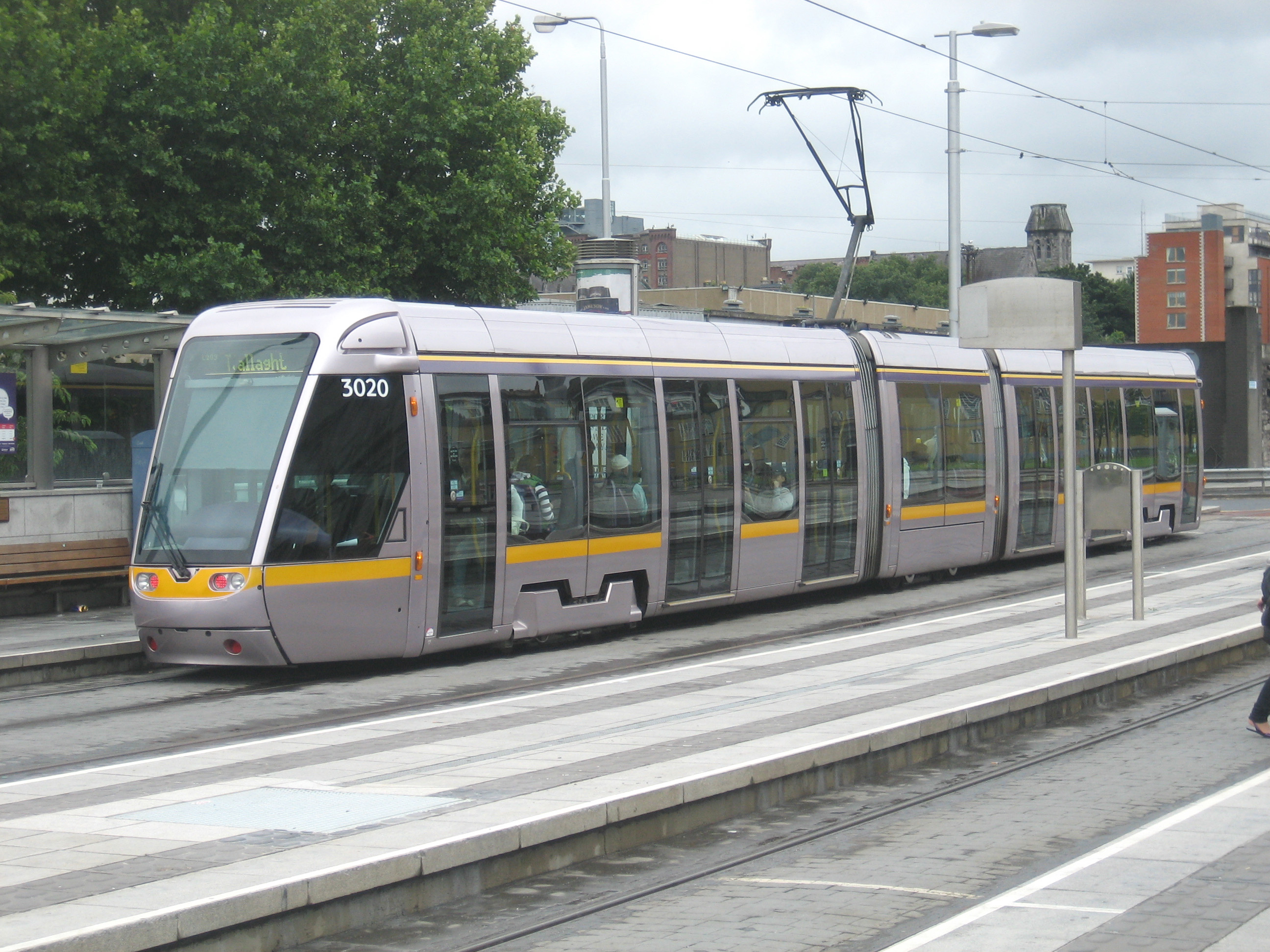
アイルランド・ダブリン （ルアス）

## 参考資料
- ТРАНСМАШХОЛДИНГ; Alstom (2015年11月24日). Трамвай 71-801 (PDF) (Report). 2020年6月7日閲覧。
- 服部重敬「定点撮影で振り返る路面電車からLRTへの道程 トラムいま・むかし 第10回 ロシア」『路面電車EX 2019 vol.14』、イカロス出版、2019年11月19日、96-105頁、ISBN 978-4802207621。